# ريتشارد ثيرلكلد
ريتشارد ثيرلكلد (بالإنجليزية: Richard Threlkeld)‏ هو مراسل عسكري وصحفي أمريكي، ولد في 30 نوفمبر 1937 في سيدار رابيدز في الولايات المتحدة، وتوفي في 13 يناير 2012 في أماغانزيت في الولايات المتحدة بسبب حادث مرور.

## وصلات خارجية
- ريتشارد ثيرلكلد على موقع إن إن دي بي (الإنجليزية)